# KOIN Center
KOIN Center è un grattacielo a Portland, Oregon, USA. L'edificio, il terzo più alto della città, è stato progettato dalla società di Zimmer Gunsul Frasca Partnership e aperto nel 1984 al costo di US $ 48 milioni.

## Storia
L'edificio era originariamente chiamato Fountain Plaza, ma presto divenne noto come KOIN Center, o KOIN Tower, che rispecchiava il nome del suo occupante di più alto profilo, la KOIN television, la filiale della CBS a Portland. L'edificio è stato oggetto di controversie durante la costruzione perché la sua posizione ha bloccato la vista di Mount Hood che era stata vista da lungo tempo dagli automobilisti che emergevano dal Vista Ridge Tunnel sotto Portland West Hills andando verso est sulla Route 26.

## Caratteristiche

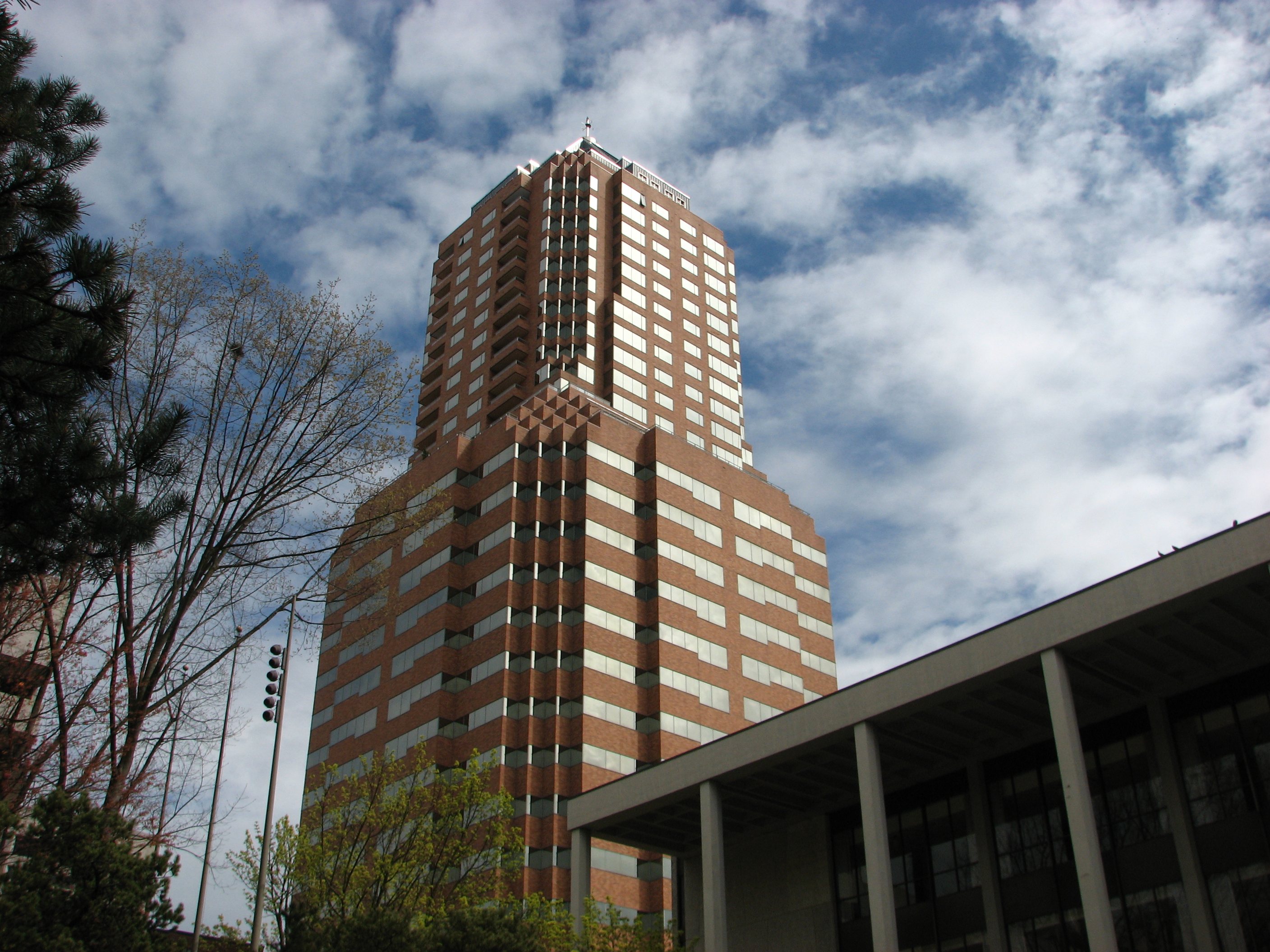
L'edificio visto dal basso

Alto 155 metri, il Centro KOIN occupa un intero isolato ed è rivestito di mattoni arancioni e calcare bianco alla base; il tetto inclinato che forma la corona piramidale è in acciaio zincato. Il profilo simile a quello di ziqqurat e la corona blu lo distinguono dalla maggior parte degli altri edifici nell'area del centro di Portland e gli conferiscono un aspetto immediatamente riconoscibile tanto che la sua forma allungata ricorda i grattacieli Art Deco degli anni '20.